# مقياس وكسلر لذكاء البالغين
مقياس وكسلر لذكاء البالغين (بالإنجليزية: Wechsler Adult Intelligence Scale)‏ هو اختبار ذكاء يهدف إلى قياس نسبة الذكاء والقدرة المعرفية لدى البالغين والمراهقين الأكبر سناً. تم نشر النموذج الأصلي (نموذج I) في فبراير 1955 من قبل ديفيد وكسلر، كمراجعة لمقياس بيليوف وكسلر للذكاء، الصادر في عام 1939. وهو حالياً في طبعته الرابعة التي أصدرتها شركة بيرسون (Pearson) في عام 2008 ، ويعد أحد أكثر اختبارات الذكاء استخداماً، لكل من البالغين والمراهقين الأكبر سناً في العالم. وقد بدأ جمع البيانات للنسخة التالية (WAIS 5) في عام 2016 ومن المتوقع أن يكتمل في عام 2019.